# Albumy numer jeden w roku 2006 (Japonia)
Notowanie Weekly Album Chart (jap. 週間アルバムランキング Shūkan Arubamu Chāto) przedstawia najlepiej sprzedające się albumy w Japonii. Publikowane jest ono przez magazyn Oricon Style, a dane skompletowane zostały przez Oricon w oparciu o cotygodniowe wyniki sprzedaży fizycznej albumów. Poniżej znajdują się tabele prezentujące najpopularniejsze albumy w danych tygodniach w roku 2006.

## Oricon Weekly Album Chart
| Data            | Album                                                                              | Wykonawca              | Źródło |
| --------------- | ---------------------------------------------------------------------------------- | ---------------------- | ------ |
| 2 stycznia      | NAMELESS WORLD                                                                     | Kobukuro               | [ 1 ]  |
| 9 stycznia      | wstrzymanie publikacji                                                             | wstrzymanie publikacji |        |
| 16 stycznia     | (miss)understood                                                                   | Ayumi Hamasaki         | [ 2 ]  |
| 23 stycznia     | KOICHI DOMOTO Endless SHOCK Original Sound Track                                   | Kōichi Dōmoto          | [ 3 ]  |
| 30 stycznia     | Ribbon (jap. リボン)                                                               | Yuzu                   | [ 4 ]  |
| 6 lutego        | Adult (jap. 大人 (アダルト))                                                       | Tokyo Jihen            | [ 5 ]  |
| 13 lutego       | Ai – Jibun-haku (jap. 愛・自分博)                                                  | Kreva                  | [ 6 ]  |
| 20 lutego       | Sora ippai ni kanaderu inori (jap. 空いっぱいに奏でる祈り)                         | Aqua Timez             | [ 7 ]  |
| 27 lutego       | Outgrow                                                                            | BoA                    | [ 8 ]  |
| 6 marca         | THE LOVE ROCKS                                                                     | Dreams Come True       | [ 9 ]  |
| 13 marca        | Coward                                                                             | Endlicheri☆Endlicheri  | [ 10 ] |
| 20 marca        | BEST ~second session~                                                              | Kumi Kōda              | [ 11 ] |
| 27 marca        | BEST ~second session~                                                              | Kumi Kōda              | [ 12 ] |
| 3 kwietnia      | Best of KAT-TUN                                                                    | KAT-TUN                | [ 13 ] |
| 10 kwietnia     | ASIA                                                                               | Exile                  | [ 14 ] |
| 17 kwietnia     | CYCLE HIT 1991-1997 Spitz Complete Single Collection                               | Spitz                  | [ 15 ] |
| 24 kwietnia     | Confidence                                                                         | HY                     | [ 16 ] |
| 1 maja          | Confidence                                                                         | HY                     | [ 17 ] |
| 8 maja          | Catch The Wave                                                                     | Def Tech               | [ 18 ] |
| 15 maja         | Catch The Wave                                                                     | Def Tech               | [ 19 ] |
| 22 maja         | Stadium Arcadium (jap. ステイディアム・アーケイディアム)                           | Red Hot Chili Peppers  | [ 20 ] |
| 29 maja         | HORIZON                                                                            | Remioromen             | [ 21 ] |
| 5 czerwca       | HORIZON                                                                            | Remioromen             | [ 22 ] |
| 12 czerwca      | HORIZON                                                                            | Remioromen             | [ 23 ] |
| 19 czerwca      | 1000000000000                                                                      | T.M.Revolution         | [ 24 ] |
| 26 czerwca      | ULTRA BLUE                                                                         | Hikaru Utada           | [ 25 ] |
| 3 lipca         | ULTRA BLUE                                                                         | Hikaru Utada           | [ 26 ] |
| 10 lipca        | MONSTER                                                                            | B’z                    | [ 27 ] |
| 17 lipca        | ARASHIC                                                                            | Arashi                 | [ 28 ] |
| 24 lipca        | Speciality                                                                         | Nami Tamaki            | [ 29 ] |
| 31 lipca        | Garyūsenpū (jap. 我流旋風)                                                         | Megaryu                | [ 30 ] |
| 7 sierpnia      | Pop Up! SMAP                                                                       | SMAP                   | [ 31 ] |
| 14 sierpnia     | Very best II                                                                       | V6                     | [ 32 ] |
| 21 sierpnia     | Crispy Park                                                                        | Every Little Thing     | [ 33 ] |
| 28 sierpnia     | Beautiful Songs ~Kokoro de kiku uta~ (jap. Beautiful Songs〜ココロ デ キク ウタ〜) | Różni artyści          | [ 34 ] |
| 4 września      | Kanojo (jap. 彼女)                                                                 | Aiko                   | [ 35 ] |
| 11 września     | Shōnan no Kaze ~Riders High~ (jap. 湘南乃風〜Riders High〜)                        | Shōnan no Kaze         | [ 36 ] |
| 18 września     | Wave                                                                               | Yuki                   | [ 37 ] |
| 25 września     | mirror                                                                             | Kōichi Dōmoto          | [ 38 ] |
| 2 października  | Live Goes On                                                                       | Seamo                  | [ 39 ] |
| 9 października  | ALL SINGLES BEST                                                                   | Kobukuro               | [ 40 ] |
| 16 października | ALL SINGLES BEST                                                                   | Kobukuro               | [ 41 ] |
| 23 października | ALL SINGLES BEST                                                                   | Kobukuro               | [ 42 ] |
| 30 października | ALL SINGLES BEST                                                                   | Kobukuro               | [ 43 ] |
| 6 listopada     | Golden Best ~15th Anniversary~                                                     | Zard                   | [ 44 ] |
| 13 listopada    | First Message                                                                      | Ayaka                  | [ 45 ] |
| 20 listopada    | ELEVEN FIRE CRACKERS                                                               | Ellegarden             | [ 46 ] |
| 27 listopada    | Stop the Clocks (jap. ストップ・ザ・クロックス)                                    | Oasis                  | [ 47 ] |
| 4 grudnia       | ALL THE BEST                                                                       | Chemistry              | [ 48 ] |
| 11 grudnia      | Secret                                                                             | Ayumi Hamasaki         | [ 49 ] |
| 18 grudnia      | 5-nen mono (jap. 5年モノ)                                                          | Masaharu Fukuyama      | [ 50 ] |
| 25 grudnia      | I album -iD-                                                                       | KinKi Kids             | [ 51 ] |